# Celso Machado
Celso Machado (* 27. Januar 1953 in Ribeirão Preto/Bundesstaat São Paulo) ist ein brasilianischer Gitarrist und Komponist.

## Leben und Wirken
Machado entstammte einer Musikerfamilie: sein Vater, der starb, als Machado zwei Jahre alt war, war ebenso wie fünf seiner sechs Brüder professioneller Musiker. Celso Machado trat bereits siebenjährig als Straßenmusiker auf. Als er zwölf war, wurde er Vollwaise und lebte in den nächsten Jahren, bei einer Tante, einer Großmutter und schließlich bei der Familie eines seiner älteren Brüder.
Er trat in Bars, Theatern und auch im Fernsehen auf und spielte sowohl klassische Gitarrenmusik als auch Chôros, Baiãos und Sambas. Er arbeitete Anfang der 1970er Jahre in São Paulo im Quartett mit dreien seiner Brüder. Mit seinen Alben Brasil Violão (1978) und Violão etablierte er sich als herausragender junger Gitarrist in Brasilien.
1982 lernte er den französischen Gitarristen Thierry Rougier kennen, der ihn nach Frankreich einlud. Von 1984 bis 1990 lebte er in Frankreich. 1985 nahm er mit Rougier das Album Imagens do Nordeste auf, im Folgejahr nahm er an mehreren Festivals in Vancouver teil, wo er seit 1990 lebt. 1994 veröffentlichte er das Album The Magic Circle: Music for Two Guitars, das auch mehrere eigene Kompositionen enthielt. Die drei CDs Varal (1997), Jongo Lê (1999) und Capivara (2005) wurden für einen Juno Award nominiert. Insgesamt veröffentlichte Machado mehr als zehn eigene Alben. Neben Werken für Gitarre komponierte er auch mehrere Filmmusiken.

## Weblink
- Homepage von Celso Machado